# فرودگاه شهرستان جکسن (تنسی)
فرودگاه شهرستان جکسن (تنسی) (به انگلیسی: Jackson County Airport (Tennessee)) یک فرودگاه همگانی بهره‌برداری هوایی است که یک باند فرود آسفالت دارد و طول باند آن ۱۰۶۷ متر است. این فرودگاه در کشور ایالات متحده آمریکا قرار دارد و در ارتفاع ۱۵۷ متری از سطح دریا واقع شده‌است.